# 롤스로이스 컬리넌
롤스로이스 컬리넌(Rolls-Royce Cullinan)은 롤스로이스 자동차에서 생산하는 대형 스포츠 유틸리티 자동차이다.

## 1세대
2018년에 첫 출시했다. 대한민국 시장에는 2018년 6월 28일에 출시했으며, 2019년 12월에는 고성능 버전인 블랙배지 사양을 추가했다.
8세대 팬텀과 2세대 고스트에 장착되는 N74 563마력 V12 6.8리터 가솔린 트윈터보 엔진(B68)이 장착되며, 블랙배지에는 592마력으로 세팅된다. 자동변속기는 ZF의 8단이다.
레인지로버처럼 클램 쉘 리어 게이트가 적용됐다.

## 사진

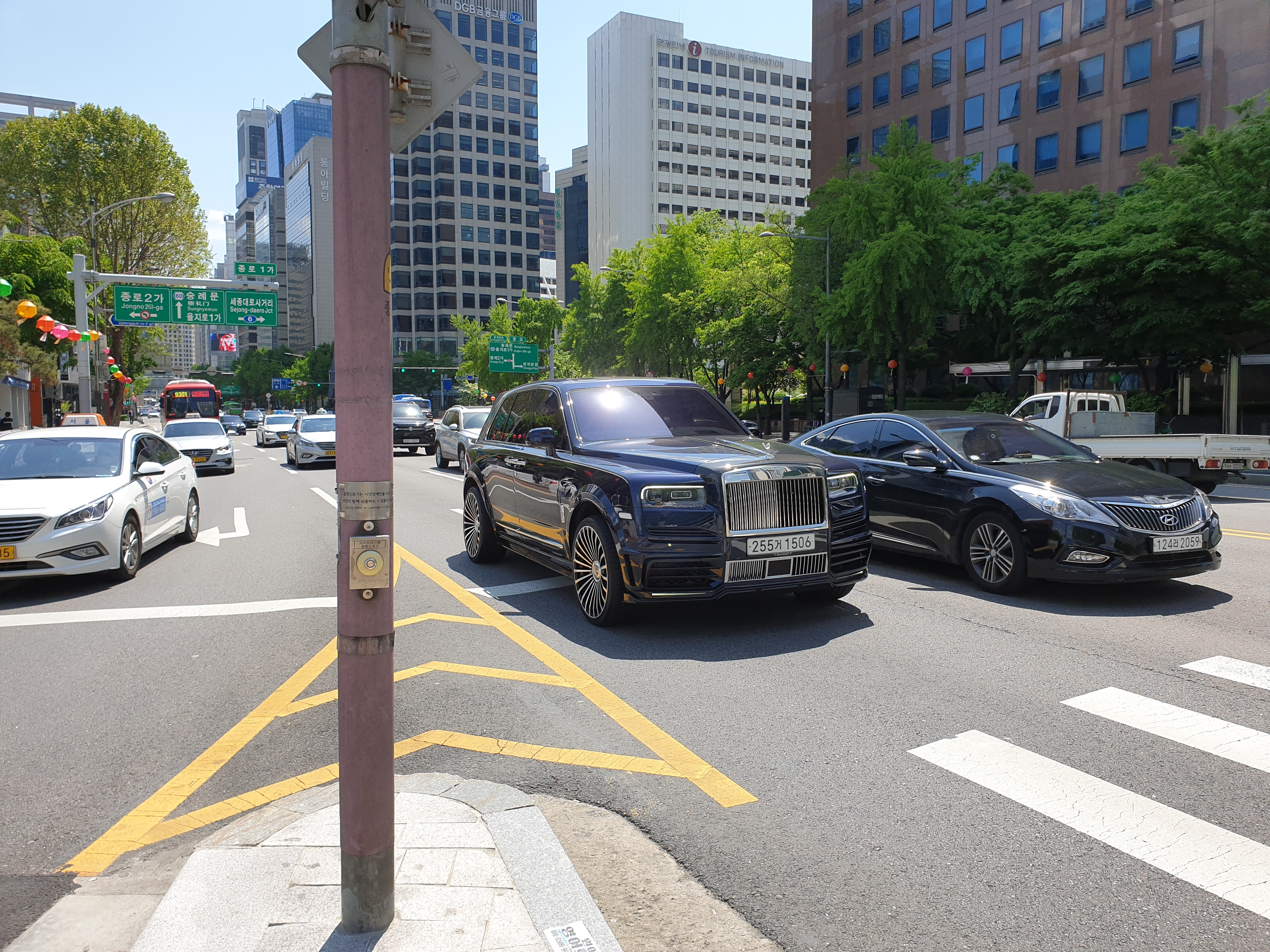
앞 부분

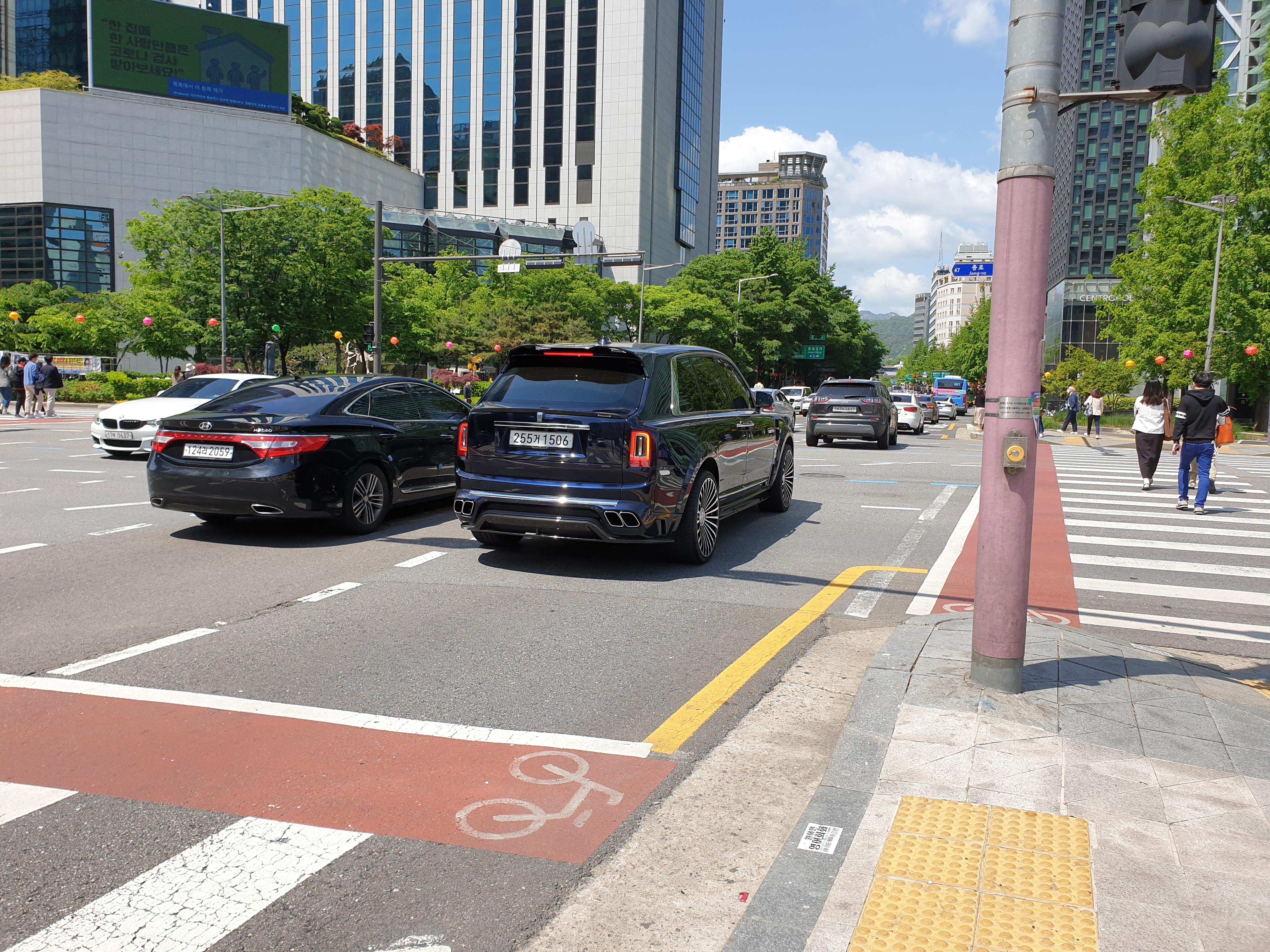
뒷부분

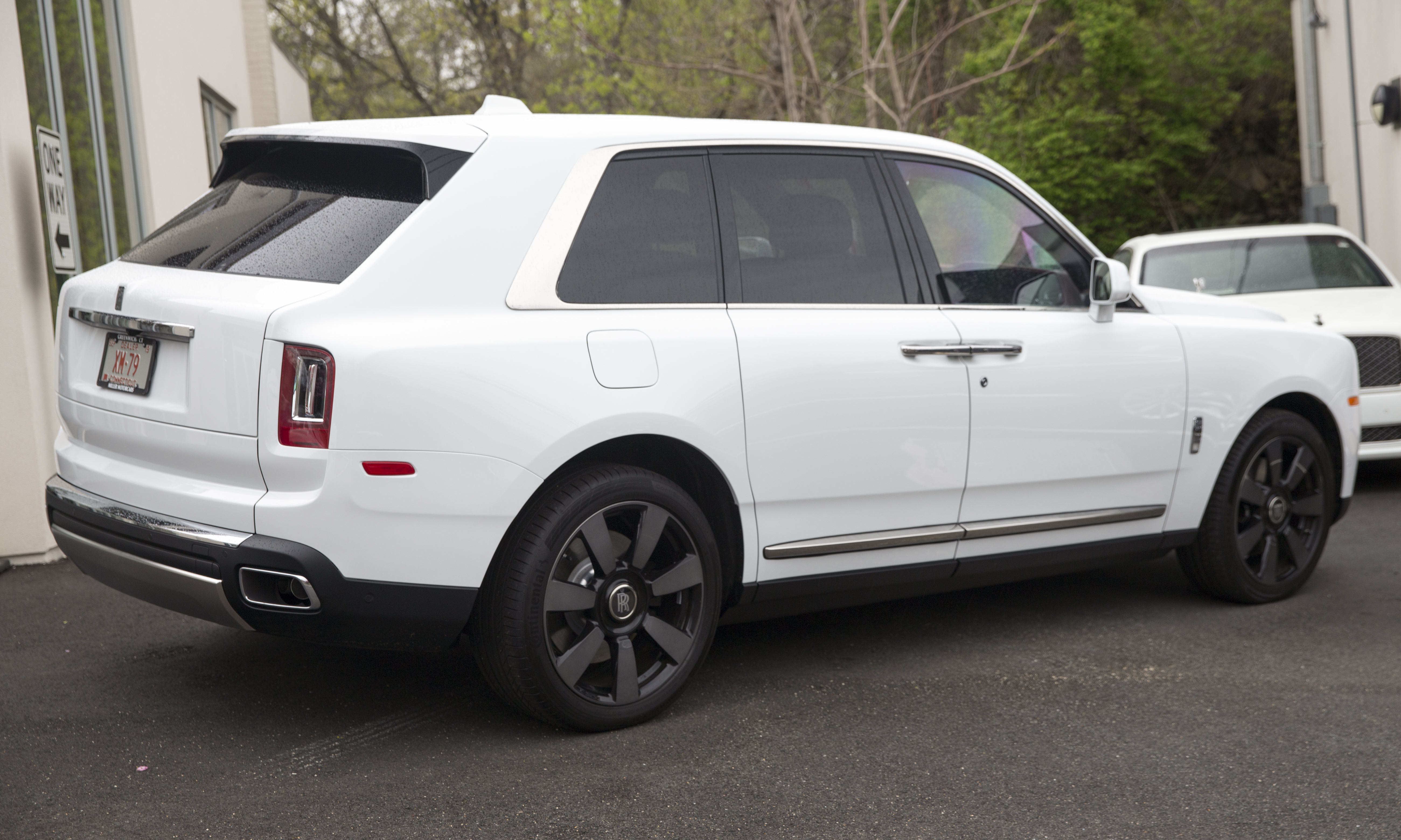
옆부분

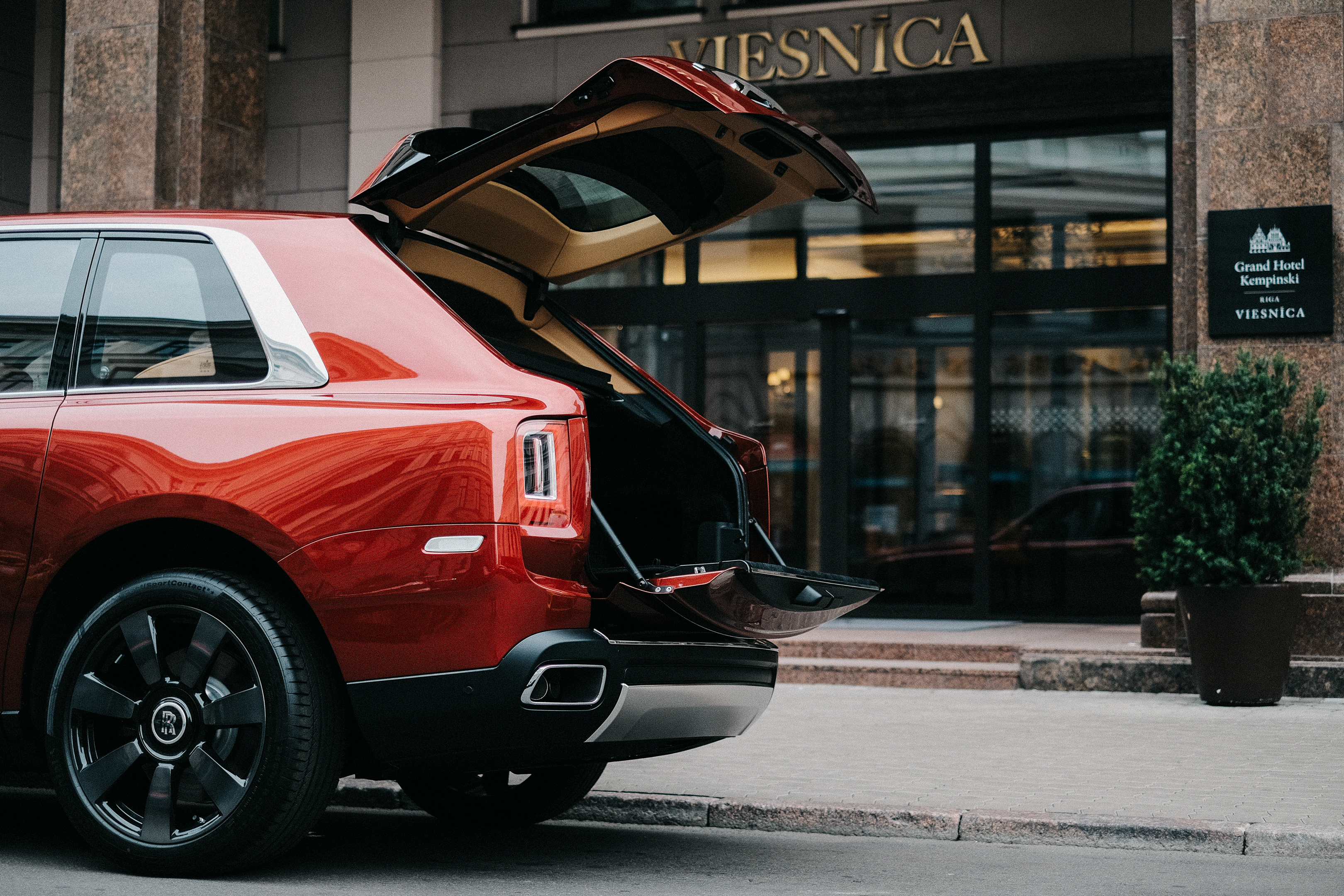
클램 쉘 리어 게이트